# ТЕС Ніхль
ТЕС Ніхль (Niehl) — теплова електростанція в Німеччини у федеральній землі Північний Рейн — Вестфалія, розташована у рейнській гавані міста Кельн.
Перший енергоблок ТЕС потужністю 315 МВт ввели в експлуатацію у  1976 році. На початку 21 століття цей класичний конденсаційний блок вже не задовольняв сучасним вимогам та був закритий у 2004-му. Натомість, починаючи з наступного року, на площадці електростанції розпочав роботу енергоблок № 2, споруджений з використанням технології комбінованого парогазового циклу. Він має потужність 405 МВт, що забезпечується обладнанням компанії Siemens — однією газовою турбіною V94.3A потужністю 265 МВт та однією паровою турбіною потужністю 140 МВт.
В 2016 році тут спорудили блок № 3 потужністю 453 МВт, так само виконаний із комбінованим парогазовим циклом. На ньому встановлено турбіни компанії Alstom: газову GT26 та парову STF30C. Для видачі продукції третього блоку до мережі прокладено підземну кабельну лінію напругою 380 кВ.
Можливо відзначити, що обидва блоки працюють в режимі ТЕЦ, забезпечуючи теплопостачання споживачів Кельна. Завдяки цьому загальна паливна ефективність блоку № 3 становить 85 % при електричній ефективності на рівні 60 %.